# Pursuance: The Music of John Coltrane
Albums de Kenny Garrett
Stars & Stripes Live
(1995) Songbook
(1997)
Pursuance: The Music of John Coltrane est un album du saxophoniste de jazz Kenny Garrett paru en 1996.
L'album a été classé dixième au Billboard en 1996 dans la catégorie Top Jazz Albums.

## Titres
Toute la musique est composée par John Coltrane.
| No  | Titre                                      | Durée |
| --- | ------------------------------------------ | ----- |
| 1.  | Countdown                                  | 3:42  |
| 2.  | Equinox                                    | 7:38  |
| 3.  | Liberia                                    | 7:33  |
| 4.  | Dear Lord                                  | 5:53  |
| 5.  | Lonnie's Lament                            | 5:23  |
| 6.  | After the Rain                             | 7:21  |
| 7.  | Like Sonny                                 | 6:13  |
| 8.  | Pursuance                                  | 6:05  |
| 9.  | Alabama                                    | 6:10  |
| 10. | Giant Steps                                | 3:23  |
| 11. | Latifa (Blade, Garrett, Metheny, Whitaker) | 5:47  |

## Musiciens
- Kenny Garrett - saxophone alto
- Pat Metheny - guitare
- Rodney Whitaker (en) - contrebasse
- Brian Blade - batterie